# Олигопол
Олигопол (от гръцки: ὀλίγος – малочислен и πωλέω – продавам, търгувам) е пазарна структура, при която производството и продажбите в някой сегмент на пазара се контролират от малко на брой конкуриращи се фирми. Неголемият брой продавачи се обяснява с факта, че нови фирми трудно проникват на този пазар.
При такава ситуация решенията на една от фирмите силно влияят на решенията и на другите. Всяка от фирмите би искала да стане монополист, но конкуренцията на другите не ѝ позволява. Ако един от участниците намали цените например, потребители биха се ориентирали към него. Останалите производители би следвало или да намаляват цените или да предложат по-голям брой или обем услуги. Затова в олигополите фирмите не се конкурират ценово – обикновено се получава негласно споразумение за общо ниво на цените, така че да не се ощетяват помежду си. Такава форма на олигопол се нарича картел. В него договарящите се страни определят общо ниво на производството, което би осигурявало добра печалба на всички. Определя се и квота на всеки от участниците в общото производство, както и възможните пазари за реализация. Олигополите се считат за нежелателни, тъй като при тях се повишава рискът от ценови споразумения между компаниите, което накърнява интересите на потребителите. При олигопол фирмите се конкурират предимно чрез маркетингови стратегии, услуги, съпътстващи продукта, и други. Пример за огилопол е производството на телевизионни сериали в повечето страни, което се осъществява от няколко големи канала.